# Privilegio paulino
El Privilegio paulino es una institución del Derecho canónico de la Iglesia católica, pensada para favorecer la conversión de los no bautizados, similar al Privilegio de la Fe. Se basa en las palabras del apóstol Pablo en 1 Corintios 7, 12-16. Su supuesto de hecho es un matrimonio entre no bautizados válido para la Iglesia, en el que uno de los cónyuges se bautiza y el otro no acepta tal conversión. En ese caso, previa interpelación del obispo competente sobre las intenciones del cónyuge no bautizado para asegurarse de que tal es su intención, puede el cónyuge convertido volver a casarse, quedando disuelto el primer matrimonio, aun habiendo sido válido para la Iglesia.
De acuerdo con los canonistas, son cuatro las condiciones para que opere este privilegio:
1. Debe haber un matrimonio válido previo entre dos personas no bautizadas.
2. Se da la conversión y el bautismo (en la Iglesia católica o en otra Iglesia) de uno de los cónyuges.
3. Se produce la separación física o moral del cónyuge no bautizado. Se considera que la parte no bautizada se separa si no quiere cohabitar con la parte bautizada, o no quiere cohabitar sin ofensa del Creador, a no ser que ésta, después de recibir el bautismo, le hubiera dado un motivo justo para separarse.
4. Hay una interpelación a la parte no bautizada. Para su validez se requiere que la parte no bautizada sea interrogada acerca de los siguientes puntos: si desea recibir el bautismo; si quiere por lo menos cohabitar pacíficamente con la parte bautizada, sin ofensa (contumelia) del Creador. La respuesta negativa a estas preguntas confirma la «separación» de la parte no bautizada y confiere validez al segundo matrimonio.

El matrimonio queda disuelto con la celebración del nuevo matrimonio.